# Sekodi
Sekodi is een bestuurslaag in het regentschap Bengkalis van de provincie Riau, Indonesië. Sekodi telt 2305 inwoners (volkstelling 2010).